# Trishan Holder
Trishan Holder (* 8. November 2003 in Barbados) ist eine barbadische Cricketspielerin, die seit 2022 für das West Indies Women’s Cricket Team spielt.

## Kindheit und Ausbildung
Während des Jahres 2022 war sie Teil des U19-Teams der West Indies und nahm mit diesem am ICC U19 Women’s T20 World Cup 2023 teil.

## Aktive Karriere
Nachdem sie im Juni 2022 ihr Debüt für Barbados im west-indischen Cricket gab, wurde sie kurz darauf als Teil des barbadischen Teams für die Commonwealth Games 2022 nominiert. Dort bestritt sie gegen Pakistan ihr erstes WTwenty20. Ihr erstes Spiel für die West Indies absolvierte sie dann im Dezember 2022 gegen England. Im Februar 2023 wurde sie nachdem sie an der U19-Ausgabe teilgenommen hatte für den Kader beim ICC Women’s T20 World Cup 2023 nominiert, erreichte dort jedoch in zwei Spielen nur einen Run.